# Football de rue
 (mars 2016).
 (mars 2016).
Si vous disposez d'ouvrages ou d'articles de référence ou si vous connaissez des sites web de qualité traitant du thème abordé ici, merci de compléter l'article en donnant les références utiles à sa vérifiabilité et en les liant à la section « Notes et références ».

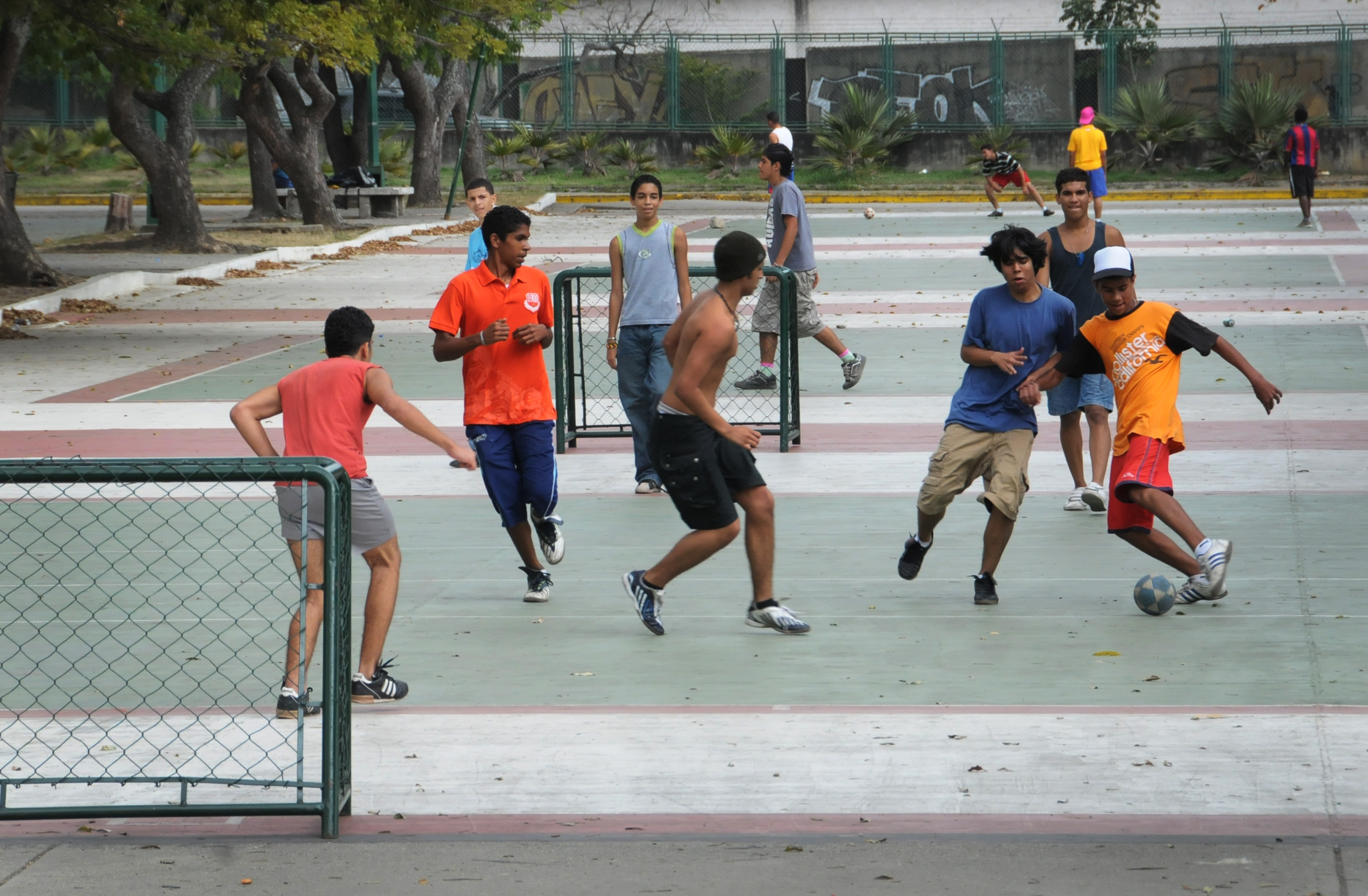
Foot de rue au Venezuela.

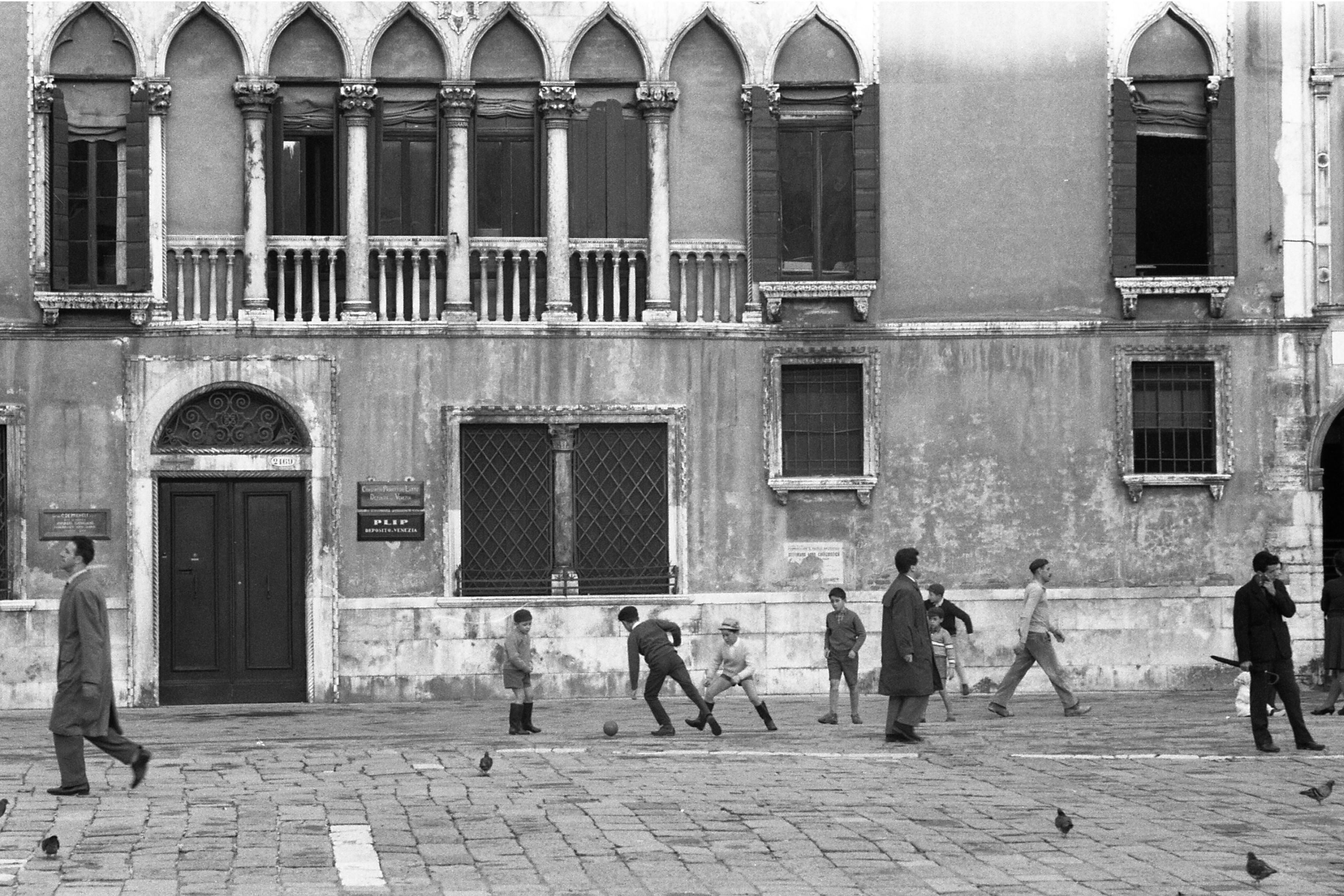
Football de rue en 1960 à Venise.

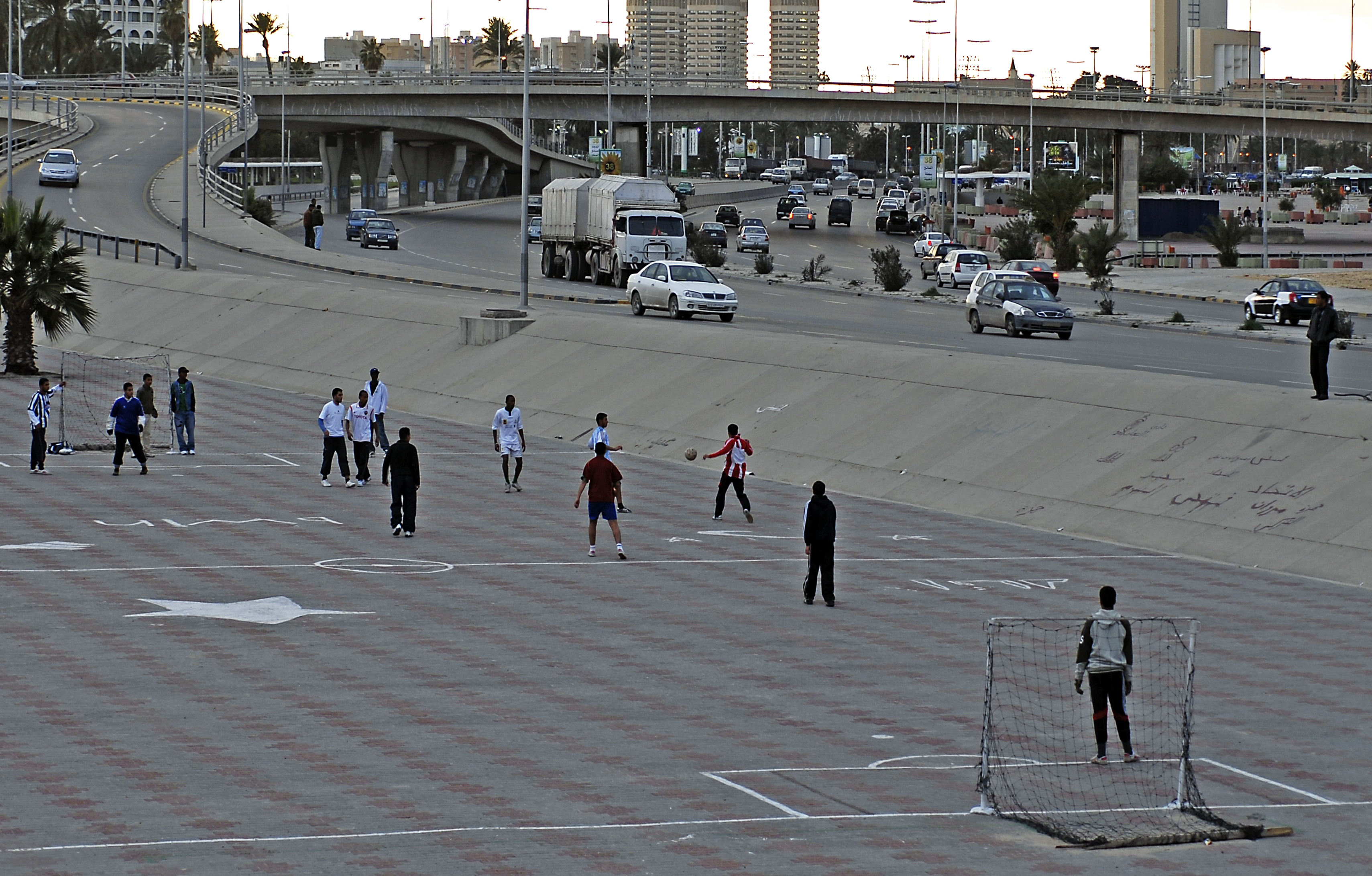
Foot de rue en Libye.

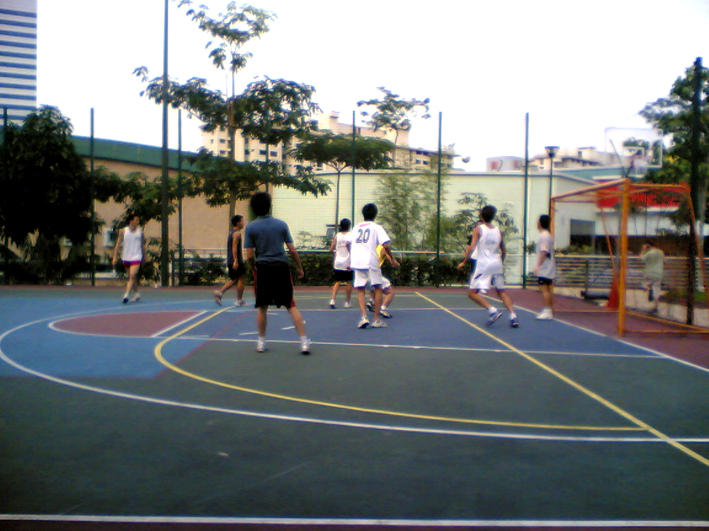
Foot de rue à Singapour.

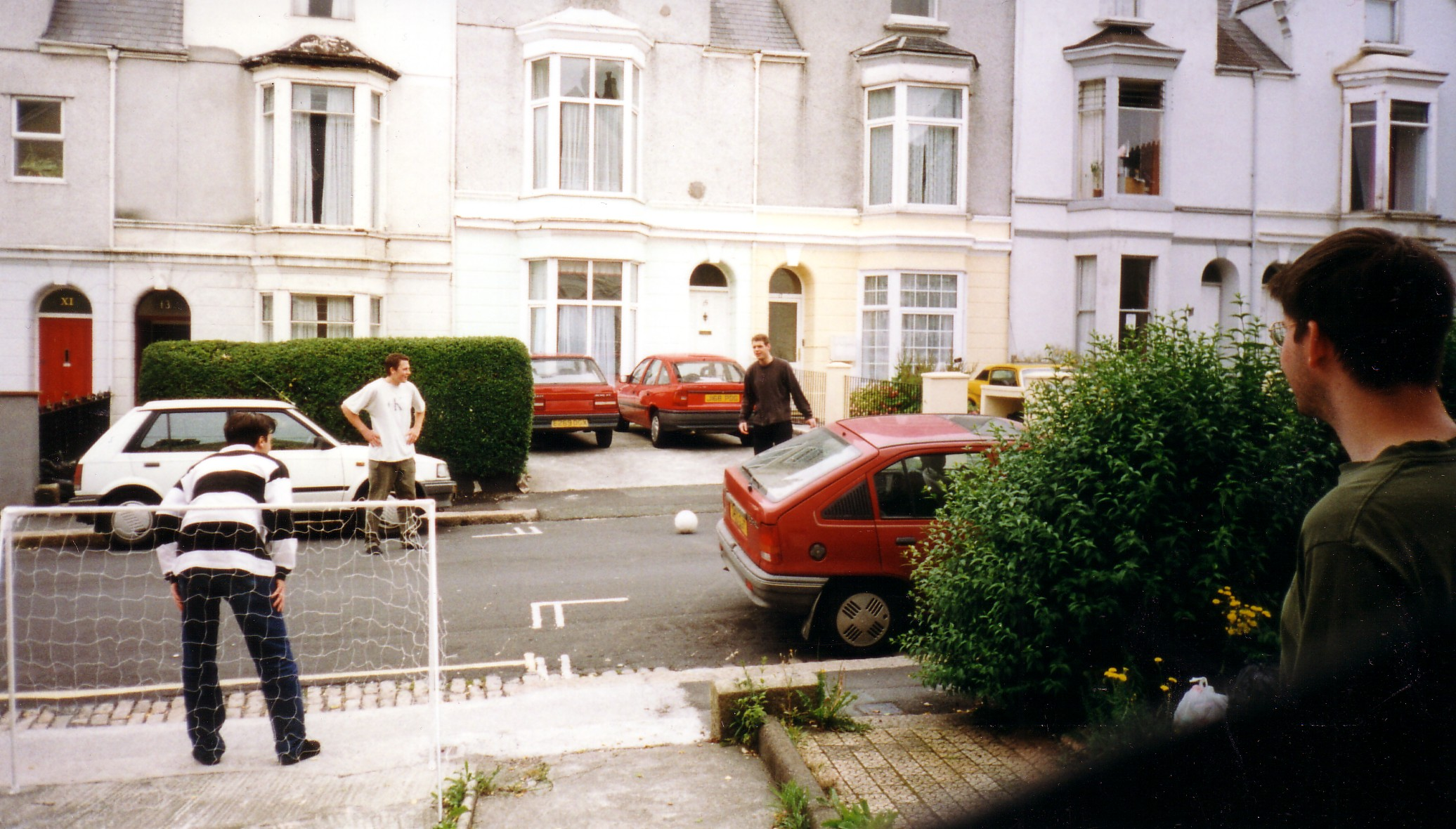
Footballeurs de rue dans la ville anglaise de Plymouth.

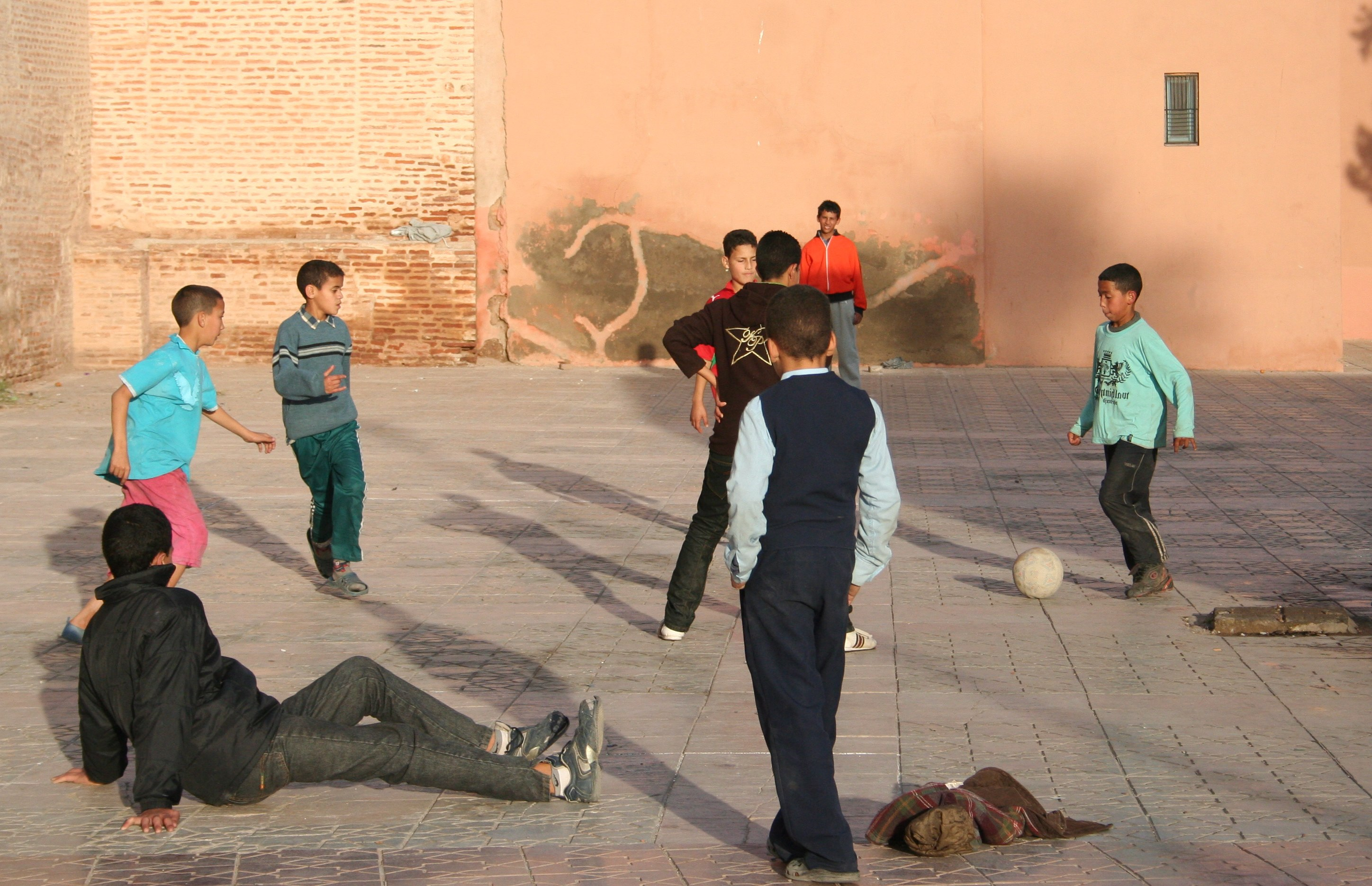
Enfants footballeurs de rue au Maroc.

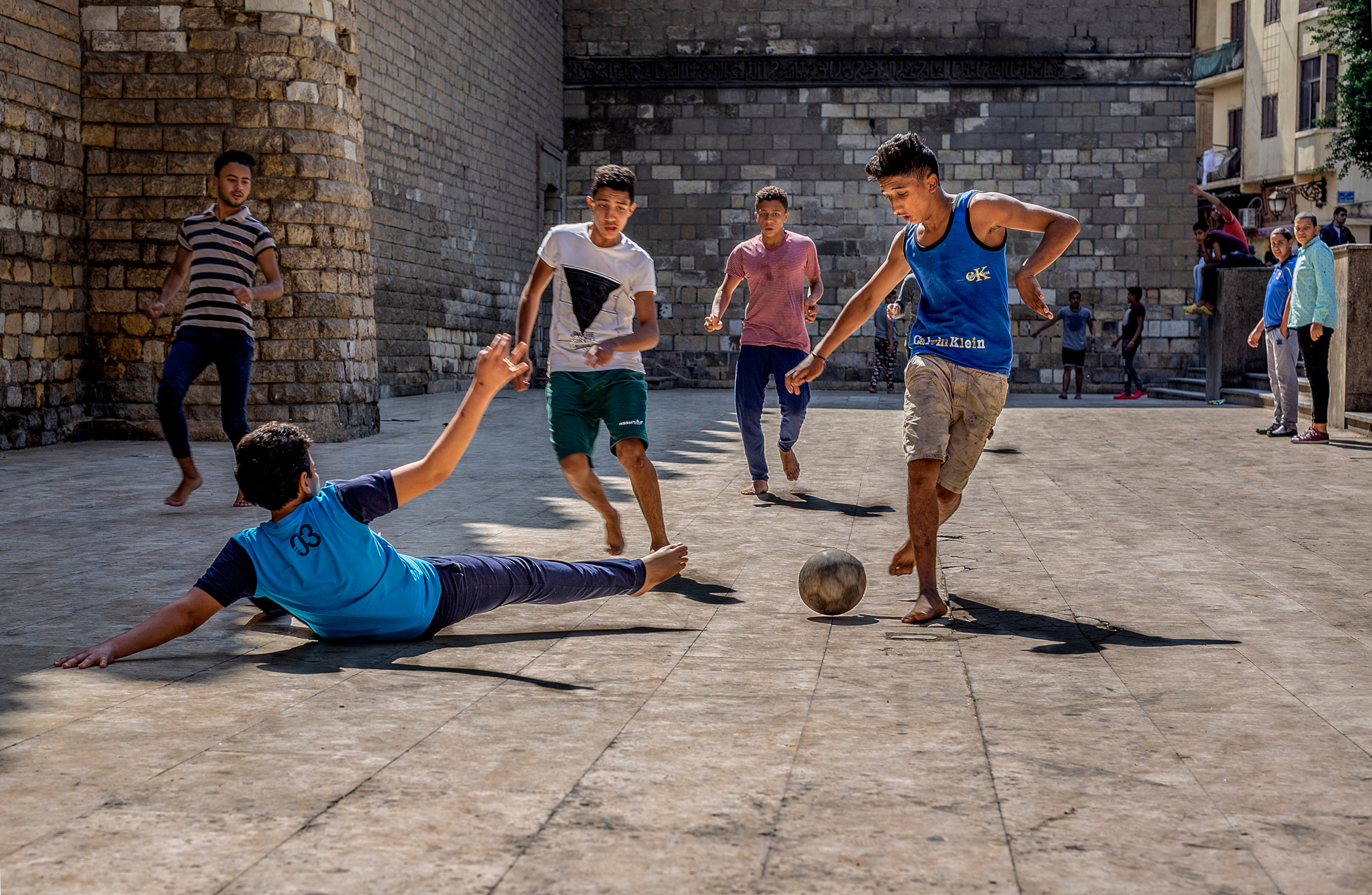
Garçons jouant au football de rue en Égypte, et travaillant dur pour montrer leurs talents tous les jours. Octobre 2017.

Le football de rue, soccer de rue (Canada), foot de rue (familier) ou street soccer (américain) est un sport urbain, une variante informelle du football qui se joue dans la rue ou à un autre endroit à cinq contre cinq. Les buts sont représentés par des objets naturels. Il peut être pratiqué n'importe où ; cependant, des « citystades » offrent des installations de bonne qualité pour jouer. 
Il existe un code d'honneur du foot de rue, fondé sur le respect et solidarité. Le foot de rue, c'est être dans un esprit de jeu mais aussi avoir la technique et ne pas avoir peur du ballon et de ses adversaires.

## But du jeu
Marquer le plus de but possible, en 40 minutes (deux périodes de 20 minutes).
Selon les règles, la limite de temps varie (comme 30 minutes de match pour 3 périodes de 10 minutes). Le match peut aussi s'arrêter par une stipulation comme celle de l'équipe qui arrive en premier à 25 buts.
Le jeu a été un peu popularisé en France grâce à la série de France 3, Foot 2 rue, et de nombreuses équipes d'adolescents se rencontrent pour des matchs ressemblant au foot de cette série.

## Début du jeu
Deux équipes sont créées, composées de sept joueurs chacune, dont un gardien. L'arbitre choisit à l'aide d'une pièce de monnaie l'équipe qui engage. L'engagement se joue à deux joueurs, comme au basketball mais avec les pieds.

## Règles
Matériel :
- Un ballon de football taille 3 à 5.
- 4 objets pour faire les buts.

1. En cas d'égalité à l'issue du temps réglementaire. Les tirs au but s'appliquent.
2. Seul le gardien peut arrêter de la main les tirs, mais que dans sa surface.
3. Les murets autour du terrain font partie du jeu et peuvent être utilisés.
4. Toutes les remises en jeu s'effectuent par l'équipe adverse à celle qui a sorti le ballon et se fait à la main.
5. En cas de faute grave une exclusion de 4 minutes sans remplacement peut être prononcée. En cas de récidive, une exclusion définitive peut être décidée par l'arbitre. Personne ne peut contester ses décisions.
6. Il n'y a pas de hors-jeu.
7. Si le ballon sort puis revient du terrain par un élément autre qu'humain, alors le jeu continue.
8. Les penalties se tirent depuis le milieu de terrain.
9. La remise en jeu après un but se font depuis le but.
10. Les règles de corner et de sortie du terrain se passent comme au football sauf que les remises en jeu se font à la main.
11. Une remise en jeu après une sortie de jeu se fait comme au football.
12. Il faut aussi être fair-play et respecter les autres joueurs, mais aussi respecter ces règles-là.

Le foot de rue est un jeu de développement des capacités du vrai foot. Beaucoup de footballeurs professionnels ont pratiqué ce sport avant leur carrière.

« Les footballeurs qui jouent dans la rue sont plus importants que les entraîneurs diplômés. »

— Johan Cruyff, triple vainqueur du Ballon d'or